# Biston tianschanicus
Biston tianschanicus es una especie de polilla de la familia Geometridae. La especie fue descrita por primera vez por Eugen Wehrli en 1936 y se puede encontrar distribuido con endemismo en el monte Tianmu, de ahí su nombre, al este de China.